# Nanshin-ron

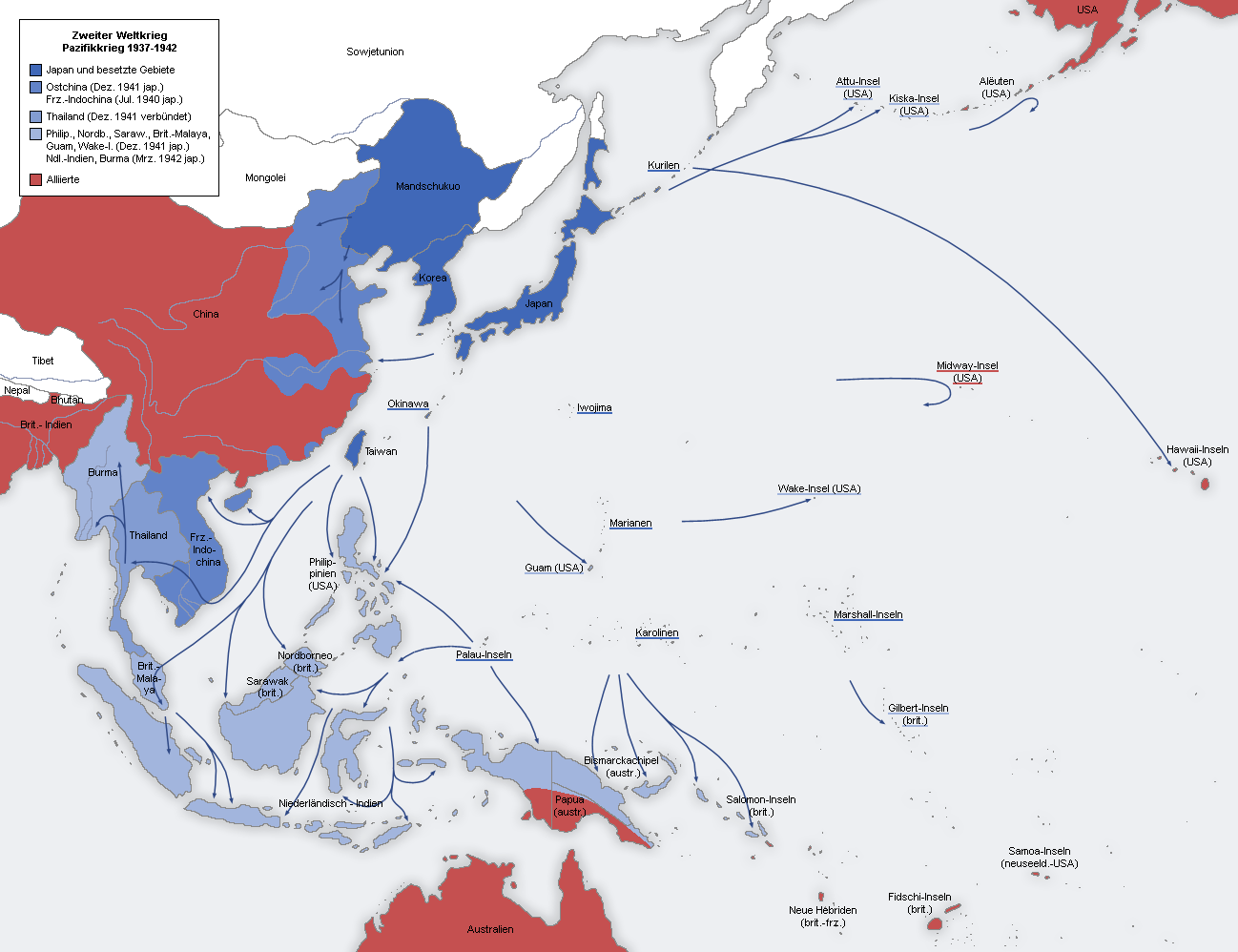
Expansión japonesa en Asia-Pacífico después de que se cancelara el KANTOKUEN.

El Nanshin-ron (南進論, "Doctrina de Expansión del Sur") fue una doctrina política en el Imperio del Japón que declaró que el sudeste asiático y las islas del Pacífico eran la esfera de interés de Japón y que el valor potencial para el imperio japonés para la expansión económica y territorial en esas zonas era mayor que en otros lugares.
La doctrina política opuesta era el Hokushin-ron (北進論, "Doctrina de Expansión del Norte"), en gran parte apoyada por el Ejército Imperial Japonés, que decía lo mismo, excepto en lo que respecta a Manchuria y Siberia. Después de los reveses militares en Nomonhan en el frente de Mongolia, la segunda guerra sino-japonesa y las actitudes negativas occidentales hacia las tendencias expansionistas japonesas, la Doctrina de Expansión del Sur se hizo predominante. Su objetivo era procurar recursos coloniales en el Sudeste Asiático y neutralizar la amenaza que representaban las fuerzas militares occidentales en el Pacífico. El Ejército favoreció un "ataque en sentido contrario a las agujas del reloj" mientras que la Armada favoreció un "ataque en el sentido de las agujas del reloj".

## Génesis del periodo Meiji
En la historiografía japonesa, el término Nanshin-ron se usa para describir escritos japoneses sobre la importancia para Japón de la región de los mares del sur en el Océano Pacífico. El interés japonés en el Sudeste Asiático se puede observar en los escritos del período Edo (siglos XVII-XIX).
Durante los últimos años del período Edo, los líderes de la Restauración Meiji determinaron que Japón tenía que seguir un curso imperialista emulando a las naciones europeas para lograr la igualdad en condiciones de competir con Occidente, ya que las potencias europeas reclamaban territorios cada vez más cercanos a Japón.
Después de la Restauración Meiji en 1868, la política de Nanshin-ron avanzó con las regiones del sur como foco para el comercio y la emigración. A principios del período Meiji, Japón obtuvo beneficios económicos de emigrantes japoneses al sudeste asiático, la mayoría de los cuales eran prostitutas (Karayuki-san) que trabajaban en burdeles en la Malasia británica, Singapur, Filipinas, las Indias Orientales Neerlandesas y la Indochina Francesa. El Nanshin-ron fue defendido como política nacional por un grupo de ideólogos japoneses durante las décadas de 1880 y 1890. Los escritos de la época a menudo presentaban áreas de Micronesia y el Sudeste Asiático como deshabitadas o incivilizadas y adecuadas para la colonización y el cultivo japoneses. En sus etapas iniciales, el Nanshin-ron se centró principalmente en el Sudeste Asiático, y hasta finales de la década de 1920 se concentró en los avances japoneses graduales y pacíficos en esta región para abordar lo que los japoneses consideraban los problemas gemelos del subdesarrollo y el colonialismo occidental. Durante la primera década del siglo XX, las empresas privadas japonesas se volvieron activas en el comercio en el Sudeste Asiático. Las comunidades de comerciantes japoneses emigrantes surgieron en muchas áreas, vendiendo diversos productos a clientes locales, y aumentaron las importaciones japonesas de caucho y cáñamo. La inversión japonesa a gran escala se produjo especialmente en las plantaciones de caucho, copra y cáñamo en Malasia y en Mindanao en el sur de Filipinas. El Ministerio de Asuntos Exteriores de Japón estableció consulados en Manila (1888), Singapur (1889) y Batavia (1909).
Con el aumento de la industrialización japonesa, se hizo evidente que Japón dependía del suministro de muchas materias primas de lugares en el extranjero fuera de su control directo y, por lo tanto, era vulnerable a la interrupción de ese suministro. La necesidad de promover el comercio, desarrollar y proteger las rutas marítimas, y de alentar oficialmente la emigración para aliviar la sobrepoblación surgió simultáneamente con el fortalecimiento de la Armada Imperial Japonesa, que le dio a Japón la fuerza militar para proteger estos intereses en el extranjero en caso de que la diplomacia fracasara.

## Islas del Pacífico
El gobierno japonés comenzó a aplicar una política de migración al extranjero a finales del siglo XIX como resultado de los recursos limitados de Japón y el aumento de la población. En 1875, Japón declaró su control sobre las islas Bonin. La anexión formal y la incorporación de las Islas Bonin y Taiwán al Imperio japonés pueden considerarse los primeros pasos en la implementación de la "Doctrina de Expansión del Sur" en términos concretos.
Sin embargo, la Primera Guerra Mundial tuvo un profundo impacto en la "Doctrina de Expansión del Sur". Japón pudo ocupar las vastas áreas en el Pacífico anteriormente controladas por el Imperio Alemán: es decir, las islas Carolinas, las islas Marianas, las islas Marshall y Palaos. En 1919, estos grupos de islas se convirtieron oficialmente en un Mandato de la Sociedad de Naciones de Japón y quedaron bajo la administración de la Armada Imperial Japonesa. El enfoque del Nanshin-ron se amplió para incluir a estos grupos de islas (el Mandato del Pacífico Sur), cuyo desarrollo económico y militar llegó a considerarse esencial para la seguridad de Japón.

## Desarrollo teórico
Los investigadores y escritores nacionalistas del período Meiji señalaron las relaciones de Japón con la región del Pacífico a partir de los viajes comerciales de los barcos de sello rojo del siglo XVII, y la inmigración y asentamiento japoneses en Nihonmachi durante el período anterior a las políticas nacionales de reclusión del shogunato de Tokugawa. Algunos investigadores intentaron encontrar evidencia arqueológica o antropológica de un vínculo racial entre los japoneses del sur de Kyūshū (es decir, el Kumaso) y los pueblos de las islas del Pacífico.
El Nanshin-ron apareció en el discurso político japonés a mediados de la década de 1880. A finales del siglo XIX, la política se centró en la China adyacente, con un énfasis en asegurar el control de Corea y expandir los intereses japoneses en Fujian. La participación rusa en Manchuria a finales de siglo condujo a que la política fuera eclipsada por el Hokushin-ron ("Doctrina de Expansión del Norte"). La guerra ruso-japonesa resultante de 1904–05 produjo ganancias territoriales para Japón en el sur de Manchuria. Después de la guerra, los aspectos expansionistas del Nanshin-ron se desarrollaron más y se incorporaron a la estrategia de defensa nacional en 1907.
En las décadas de 1920 y 1930, la "Doctrina de Expansión del Sur" se formalizó gradualmente, en gran parte gracias a los esfuerzos del "Grupo de Ataque del Sur" de la Armada Imperial Japonesa, un grupo de expertos con sede en la Universidad Imperial de Taihoku en Taiwán. Muchos profesores de la universidad eran oficiales activos o ex-oficiales de la Armada, con experiencia directa en los territorios en cuestión. La universidad publicó numerosos informes que promovían las ventajas de la inversión y el asentamiento en los territorios bajo control de la Armada.
La Facción del Tratado contra Londres (han-johaku ha) de la Facción del Tratado dentro de la Armada japonesa creó un "Comité de Estudio de Políticas para los Mares del Sur" (Tai Nan'yō Hōsaku Kenkyū-kai) para explorar estrategias militares y de expansión económica. Cooperó también con el Ministerio de Asuntos Coloniales (Takumu-sho) para enfatizar el papel militar de Taiwán y Micronesia como bases avanzadas para una mayor expansión en el sur.

## Desarrollo económico
Durante 1920, el Ministerio de Asuntos Exteriores convocó la Nan-yo Boeki Kaigi (Conferencia de Comercio de los Mares del Sur) para promover el comercio en los mares del sur y publicó en 1928 "Boeki, Kigyo oyobi imin yori mitaru Nan'yo" (Los Mares del Sur en vista del comercio y la emigración). El término Nan-yo kokusaku (Política nacional hacia los mares del sur) apareció por primera vez.
El gobierno japonés patrocinó varias compañías, entre ellas Nan'yō Takushoku Kabushiki Kaisha (Compañía de colonización de los mares del sur), Nan'yō Kōhatsu Kabushiki Kaisha (Compañía de desarrollo de los mares del sur), Nan'yō Kyōkai (Sociedad de los mares del sur) y otras con una mezcla de fondos privados y gubernamentales para el desarrollo de la minería de fosfato, la caña de azúcar y las industrias de coco en las islas y para patrocinar a los emigrantes. Estas sociedades japonesas se establecieron en Rabaul, Nueva Caledonia, Fiji y Nuevas Hébridas en 1932 y en Tonga en 1935.
El éxito de la Armada en el desarrollo económico de Taiwán y el Mandato del Pacífico Sur a través de alianzas entre oficiales militares, burócratas, capitalistas e intelectuales de derecha e izquierda contrastaron marcadamente con los fracasos del Ejército en la China continental.

## Creciente militarización
El Tratado Naval de Washington había restringido el tamaño de la Armada japonesa, y también había estipulado que no se podían establecer nuevas bases y fortificaciones militares en territorios o colonias de ultramar. Sin embargo, en la década de 1920, Japón ya había comenzado la construcción secreta de fortificaciones en Palau, Tinian y Saipán.
Con el fin de evadir la vigilancia de las potencias occidentales, fueron camuflados como lugares para secar redes de pesca o plantaciones de palmera cocotera, arroz o caña de azúcar, y la Nan'yō Kohatsu Kaisha (Compañía de Desarrollo de los Mares del Sur) en cooperación con la Armada asumió la responsabilidad de la construcción.
Esta construcción se incrementó después del aún más restrictivo Tratado Naval de Londres de 1930, y la creciente importancia de la aviación militar, llevó a Japón a ver a Micronesia como de importancia estratégica y como una cadena de "portaaviones insumergibles", protegiendo a Japón y como base de operaciones en el suroeste del Pacífico.
La Armada también comenzó a examinar la importancia estratégica de Papúa y Nueva Guinea para Australia, consciente de que la anexión australiana de esos territorios fue motivada en gran parte en el intento de asegurar una importante línea de defensa.

## Adopción como política nacional
En 1931, la "Reunión de los Cinco Ministros" definió el objetivo japonés de extender su influencia en el Pacífico, pero excluyó áreas como las Filipinas, las Indias Orientales Neerlandesas y Java que podrían provocar a otros países. El Nanshin-ron se convirtió en política oficial después de 1935. Fue adoptado oficialmente como política nacional con la promulgación del Toa shin Shitsujo (Nuevo Orden en Asia Oriental) a partir de 1936 en la "Conferencia de los Cinco Ministros" (asistieron el Primer Ministro, el ministro de Asuntos Exteriores, el ministro de Finanzas, el Ministro de Guerra y el Ministro de la Armada) , con la resolución de avanzar pacíficamente hacia el sur.
Durante la Segunda Guerra Mundial, la política había evolucionado para incluir el Sudeste Asiático. La Doctrina también formó parte de la base doctrinal de la Esfera de Coprosperidad de la Gran Asia Oriental proclamada por el Primer Ministro Konoe Fumimaro a partir de julio de 1940. Las áreas ricas en recursos del sudeste asiático se destinaron a proporcionar materias primas para la industria de Japón, y el Océano Pacífico para convertirse en un "lago japonés". En setiembre de 1940, Japón ocupó el norte de la Indochina francesa, y en noviembre, el Ministerio de Asuntos Exteriores estableció la Oficina de las Islas del Pacífico (Nan'yō Kyoku). Mientras que los eventos de la Guerra del Pacífico a partir de diciembre de 1941 eclipsaron un mayor desarrollo del Nanshin-ron, el Ministerio de la Gran Asia Oriental se creó en noviembre de 1942 y la Conferencia de la Gran Asia Oriental se celebró en Tokio en 1943. Durante la guerra, la mayor parte de los esfuerzos diplomáticos de Japón permanecieron dirigidos hacia el Sudeste Asiático. La "Doctrina de Expansión del Sur" llegó a su fin cuando los japoneses se rindieron en la Segunda Guerra Mundial.